# Дуала, Рудольф
Рудольф Дуала М'бела (фр. Roudolphe Douala M'bela, также известный как просто Дуала; 25 сентября 1978, Дуала, Камерун) — камерунский футболист, нападающий. Назван в честь одноимённого города. Бывший игрок сборной Камеруна. Участник Кубка африканских наций 2006.

## Биография

### Карьера в сборной
Дебютировал за сборную Камеруна 9 октября 2004 года в матче отборочного турнира чемпионата мира 2006 против сборной Судана. В 2006 году Дуала был включён в заявку Камеруна на Кубок африканских наций 2006. На турнире он принял участие в двух матчах группового этапа и матче 1/4 финала против сборной Кот-д’Ивуара, в котором Камерун уступил в серии пенальти. Всего в составе сборной провёл 18 матчей и забил 1 гол.

## Достижения
«Спортинг» Лиссабон
- Финалист Кубка УЕФА: 2004/05

«Льерс»
- Победитель Второго дивизиона Бельгии: 2009/10